# Тарпи, Ибраим Амет
Ибраим Амет Тарпи (1874, Бахчисарай, Таврическая губерния — 1946, Ташкент) — крымскотатарский религиозный и общественный деятель. Муфтий Крыма (1923—1924). Член Мусисполкома (1917). Провёл в лагерях 8 лет.

## Биография
Родился в 1874 году в Бахчисарае. Отец — бедный крестьянин Амет Тарпи, занимавшийся перевозкой фруктов и овощей. Старший брат — книготорговец Али Тарпи, участвовал в распространении «Терджимана» и трудов Исмаила Гаспринского. Ибраим Тарпи окончил теологический факультет Стамбульского университета.

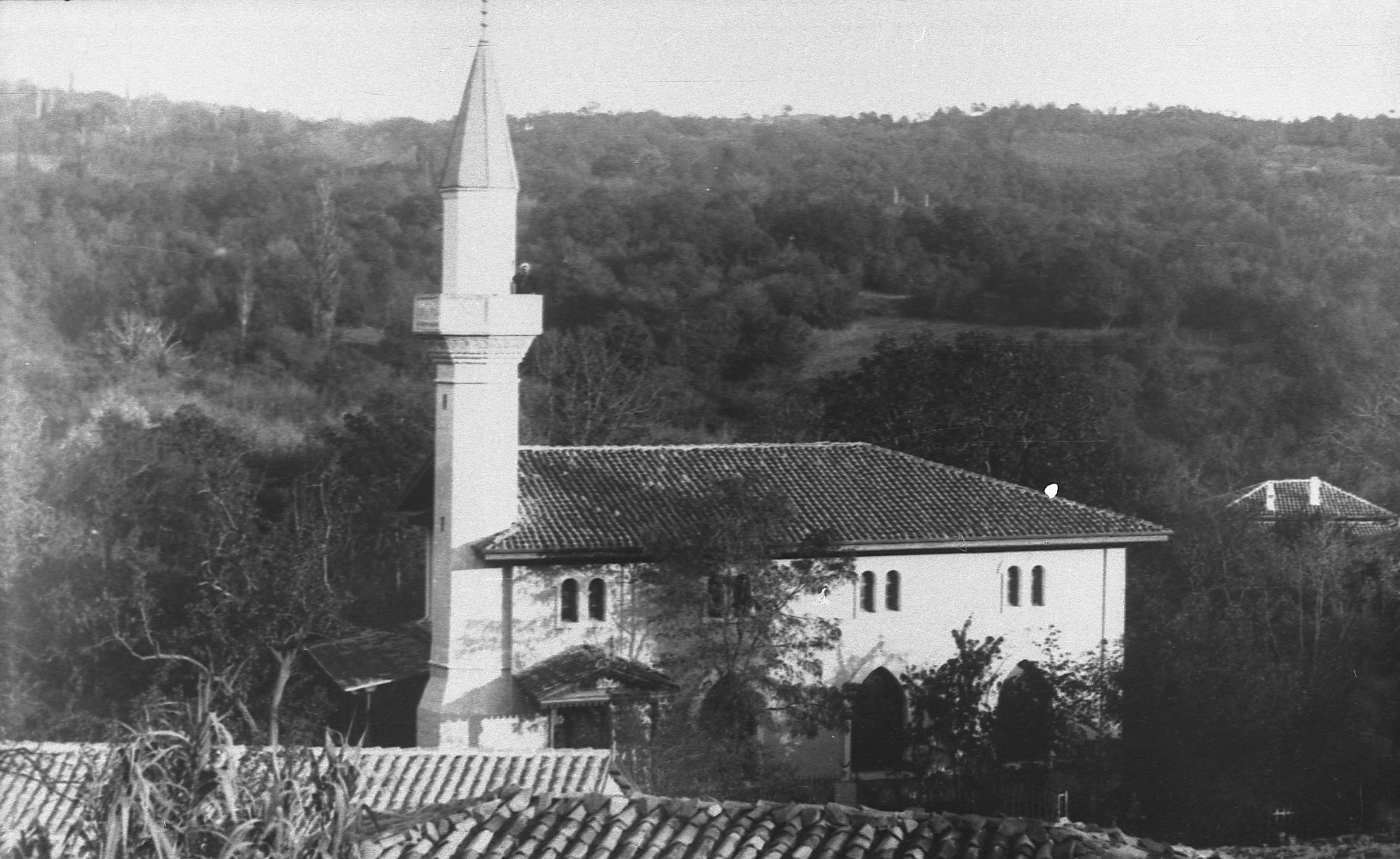
Мечеть в Дерекое, где имамом был Ибраим Тарпи

В середине 1900-х годов участвовал в собраниях антиправительственного движения в Бахчисарае. Являлся сторонником Исмаила Гаспринского, однако оставался на консервативных позициях. Печатал прокламации в типографии «Терджиман». В 1911 году был назначен имамом Дерекойской мечети. На похоронах Исмаила Гаспринского Ибраим Тарпи выступил от имени общественности Ялты.
В течение 1917 года активно участвует в политической жизни полуострова. 12 марта 1917 года стал одним из руководителей мусульманского революционного комитета, который образовывает Крымское благотворительное общество. Был избран во временный крымский мусульманский исполнительный комитет (Мусисполком). 24 июля 1917 года Тарпи исключён из Мусисполкома «за интриги против Номана Челебиджихан и попытки занять там главенствующее положение». Руководил религиозно-культурным «Союзом улемов», являвшимся оппозиционным к Мусисполкому и пользовавшимся поддержкой реакционного духовенства.
Али Боданинский так отозвался о Тарпи: «Получив богословско-схоластическое образование в крымских медресе, где в сущности никаких наук не существует и не преподаётся, Тарпи Ибраим Эфенди затем докончил своё образование в Константинополе. Человек с узким мировоззрением, лишённый самого элементарного общего развития, он пользовался среди татар некоторым успехом и известностью, как богослов, стоящий несколько выше общего уровня, а также благодаря своему дешёвому краснобайству, умению присыпать свою речь арабизмами и стихами из Корана. Обскурант по своей духовной природе, он отличается крайним самомнением и большой долей того качества, которое вообще принято называть в общежитии развязностью, граничащей с нахальством. С противниками своими, большей частью интеллигентными татарами, он борется единственным орудием — обвинением перед толпой в безверии и немусульманизме».
16 мая 1920 года участвовал в заседания первого Всекрымского мусульманского съезда в Симферополе под председательством главнокомандующего Вооружённых сил Юга России генерала Петра Врангеля.
Временный муфтий Селямет Мурза Кипчакский эмигрировал в 1920 году с Белой армией. В период установления Советской власти в 1920 - 1922 годах мусульмане Крыма не имели централизованного конфессионального управления.
После победы большевиков в Крыму новое власти лояльно относились к Тарпи.  10-15 января 1923 года он являлся председателем 1 съезда мусульман, где было принято решение о создании Народного управления религиозными делами мусульман Крыма (НУРДМК) и избрании муфтием Ибраима Тарпи. Новая структура функционировала под жёстким наблюдением государственных органов. В июне 1923 года Тарпи был направлен делегатом на II Всероссийский съезд мусульманского духовенства в Уфе. В 1923 году обратился с письмом к Иосифу Сталину. Участвовал в мусульманской конференции в Казани в 1924 году.
Накануне очередного съезда мусульман Крыма ОГПУ рекомендует не переизбирать Тарпи муфтием и в 1924 году новым муфтием становится Аджи Халиль Муслядин. В мае 1927 года Тарпи был арестован. Около двух месяцев он содержался в Ялтинской прокуратуре без предъявления обвинения. В результате демонстрации более сотни женщин из джамаата Дерекоя, которые с плакатами в руках требовали освобождения Тарпи, Тарпи спустя три дня был отпущен. Тем не менее, 8 ноября 1927 года Тарпи был приговорён Особым совещанием ОГПУ по 58-й статье (пункты 10 и 13) к высылке из Крыма.
В результате приговора Ибраим Тарпи вместе с семьей переехал в Мелитополь, а позднее в Узбекскую ССР. В Ташкенте он работал продавцом в киоске на Октябрьском базаре, общался с писателем Абдуллой Кадыри и председателем Совета народных комиссаров Узбекской ССР Файзуллой Ходжаевым.
3 июня 1936 года был приговорён к восьми годам заключения. Отбывал наказание в Карлаге (Казахская ССР). В июне 1945 года вышел на свободу и воссоединился со своими детьми, воевавшими на фронтах Великой Отечественной войны. Страдал от болезни Паркинсона. Скончался в 1946 году. Похоронен на ташкентском кладбище Куйлюк.

## Личная жизнь
Супруга — Себиха Ибраимова. Владела арабской грамотой и русским языком, увлекалась игрой на пианино. В 1915 году стала организатором кружков для крымскотатарских девочек, где преподавали русские преподавательницы из Массандры. Чета воспитывала четверых детей.